# Antoñana

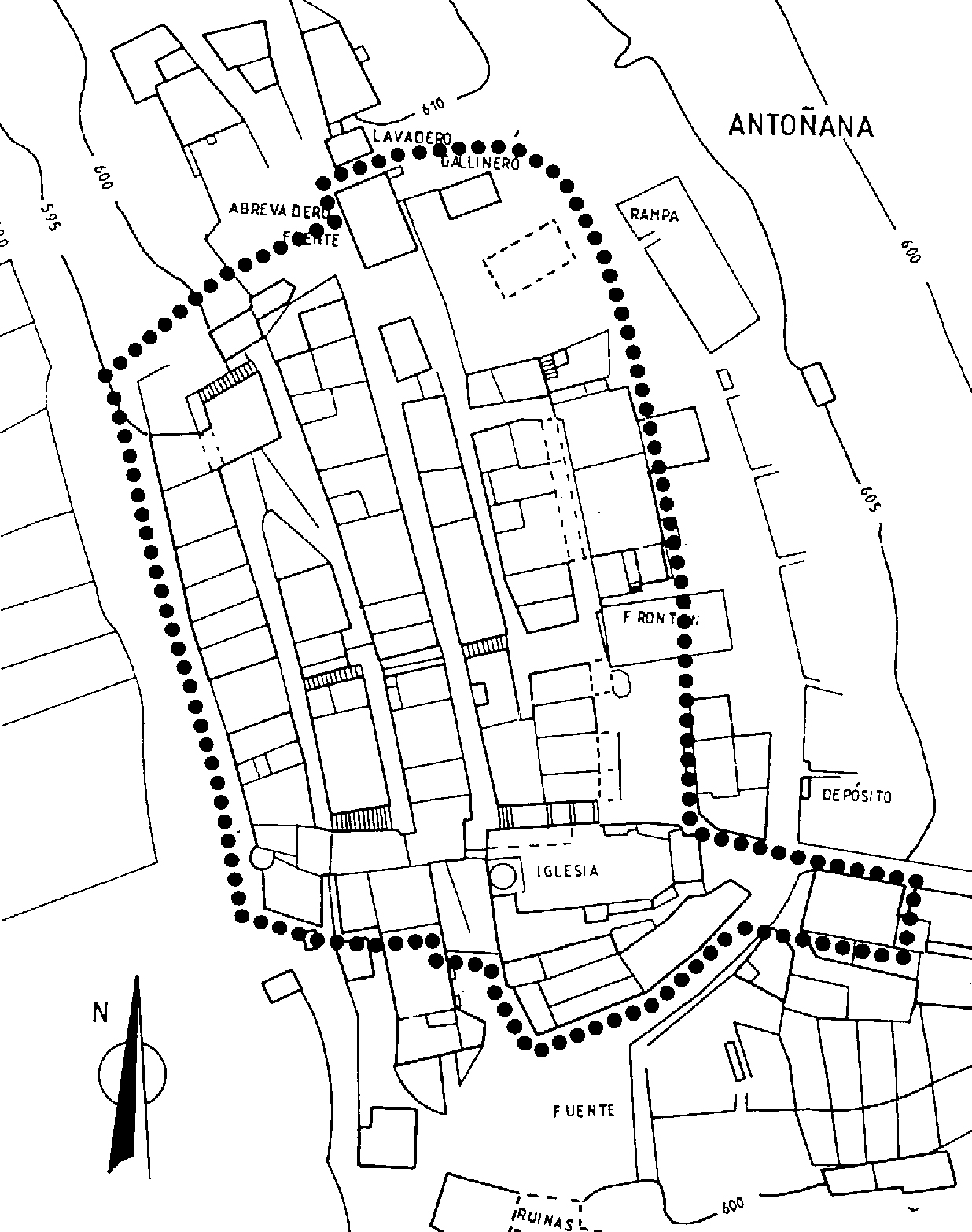
Plan du quartier historique d'Antoñana

Antoñana est une commune ou une contrée appartenant à la municipalité de Campezo dans la province d'Alava, située dans la Communauté autonome basque en Espagne.